# Barri de Pozas

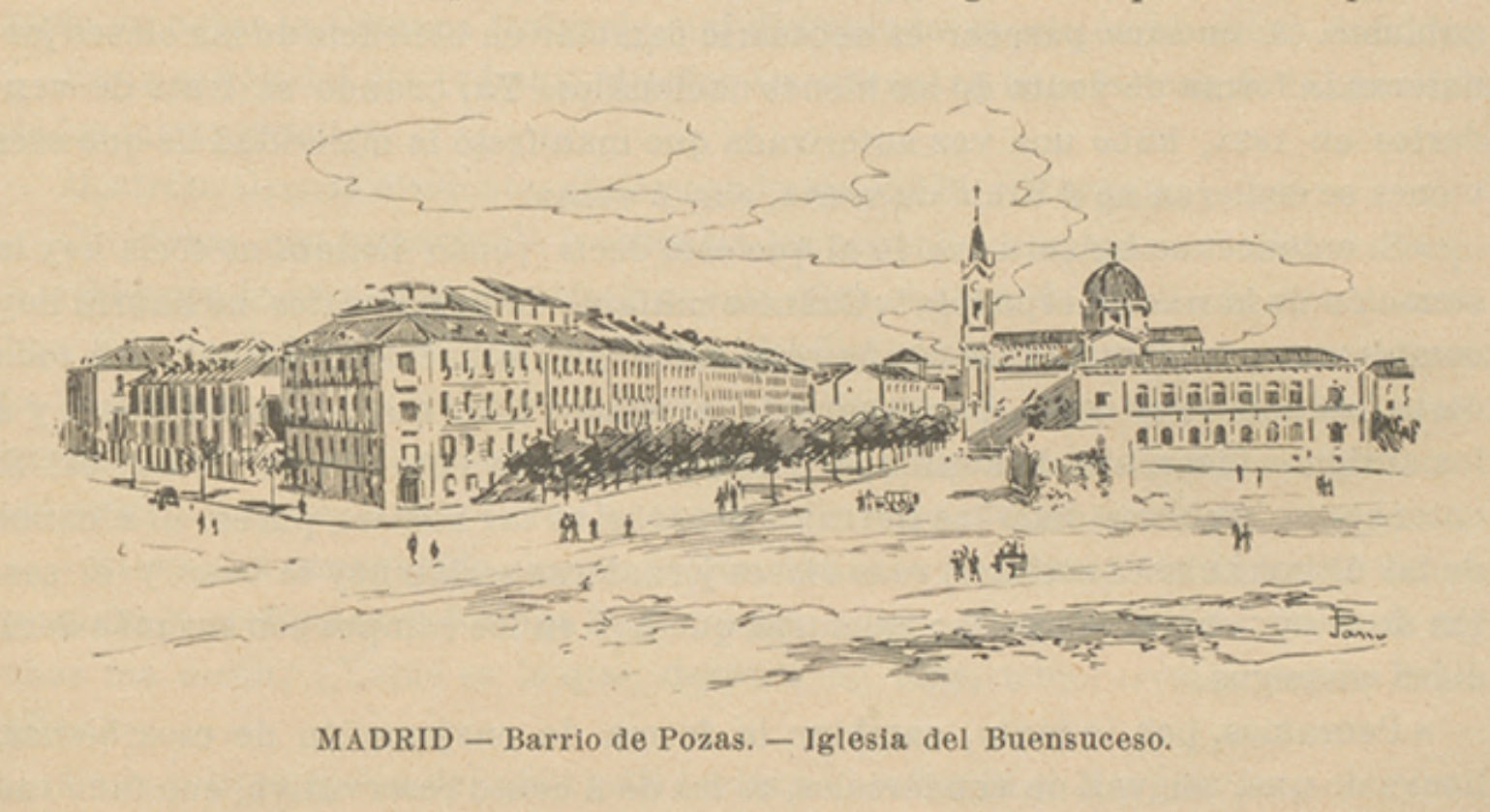

El barri de las Pozas o barri de Pozas va ser un barri de Madrid situat entre l'espai triangular de les carrers de Princesa, Alberto Aguilera i Serrano Jover (part de l'actual barri d'Universidad). El barri va ser ideat en 1860 per Ángel de las Pozas (constructor de la Presó Model), de qui rep el nom. El barri constava d'una vintena d'edificis, la majoria construïts per l'arquitecte Cirilo Urribarri. A causa de l'estat lamentable que oferien després de la Guerra Civil van ser desmantellats des dels anys seixanta i els últims foren enderrocats. En l'actualitat es troba ocupat per El Corte Inglés (carrer de Princesa) i un conjunt d'hotels i habitatges.

## Característiques
El barri posseïa dos carrers (Hermosa i Solares), un passatge anomenat Valdecilla (era el carrer més llarg de les tres) i una petita placeta denominada Transmiera. La influència i popularitat del barri a la fi del segle xix era gran i la primera línia de tramvies de Madrid tenia destinació en aquest barri. Van ser molt coneguts els bulevards. L'any 1868 va ser inaugurada en el seu nou emplaçament l'Església del Buen Suceso (anteriorment ubicada en la Puerta del Sol). Un dels habitants il·lustres del barri fou el dramaturg Lauro Olmo.